# Cassephyra chartularia
Cassephyra chartularia är en fjärilsart som beskrevs av Paul Dognin 1892. Cassephyra chartularia ingår i släktet Cassephyra och familjen mätare. Inga underarter finns listade i Catalogue of Life.